# ほりえかおり
ほりえ かおり（7月12日 - ）は、日本の女性声優。Jプロダクション所属。旧名は堀江 かおり。以前は大阪テレビタレントビューローに所属していた。血液型はO型。

## 出演作品

### テレビ
- いってみよう やってみよう（ポッケの声〈3代目〉）
- 最後の晩餐（ナレーション）

### ラジオ
- ありがとう浜村淳です（ありがとうギャルズ）[2]

### ゲーム
- CAPCOM VS. SNK 2 MILLIONAIRE FIGHTING 2001 - ユリ・サカザキ
- ザ・キング・オブ・ファイターズシリーズ（『XIII』まで） - ユリ・サカザキ
- 新型くるりんPA!
- 龍虎の拳2 - ユリ・サカザキ
- 放置少女〜百花繚乱の萌姫たち〜 - ユリ・サカザキ（登用可能後）

### デジタルコミック
- 魁!!男塾（2025年）[3]